# جولييان لوكي كوند
جولييان لوكي كوند (بالإسبانية: Julián Luque) هو لاعب كرة قدم إسباني في مركز نصف الجناح، ولد في 27 مارس 1992 في توريلافيجا في إسبانيا. شارك مع منتخب إسبانيا تحت 16 سنة لكرة القدم ومنتخب إسبانيا تحت 17 سنة لكرة القدم ومنتخب إسبانيا تحت 18 سنة لكرة القدم. أما مع النوادي، فقد لعب مع إسبانيول وراسينغ سانتاندير ونادي سوندرييسكه ونادي غيخيليو.

## وصلات خارجية
- جولييان لوكي كوند على موقع قاعدة بيانات كرة القدم.إي يو (الإنجليزية)
- جولييان لوكي كوند على موقع Soccerway.com (الإنجليزية)
- جولييان لوكي كوند على موقع AS.com (الإسبانية)